# Banque canadienne de l'Ouest c. Alberta
Banque canadienne de l'Ouest c. Alberta  est un arrêt de principe en droit constitutionnel canadien rendu par la Cour suprême du Canada en 2007 concernant le partage des compétences entre les corps législatifs fédéral et provinciaux. 

## Les faits
En 2000, l'Alberta adopté des modifications à sa Loi sur les assurances qui visaient à assujettir les banques à charte fédérale au régime de permis provincial régissant la promotion des produits d'assurance. Dès l'entrée en vigueur de cette loi, la Banque Canadienne de l'Ouest, de concert avec d'autres banques à charte, a présenté une demande de déclaration :
- que leur promotion de certains produits d'assurance autorisés par la Loi sur les banques relève de la compétence fédérale sur les banques au sens de l'art. 91(15) de la Loi constitutionnelle de 1867, et
- que la Loi sur les assurances et ses règlements connexes étaient constitutionnellement inapplicables à la promotion de l'assurance par les banques en vertu de la doctrine de l'exclusivité des compétences ou, subsidiairement, inopérants en vertu de la doctrine de la prépondérance fédérale.

Le tribunal de première instance a rejeté la demande bancaire et a déclaré que :
- La Loi sur les assurances est un exercice valide des pouvoirs provinciaux en vertu de l'article 92(13),
- La contestation fondée sur l'exclusivité des compétences échoue parce que l'assurance n'est pas « au cœur » des services bancaires
- la prépondérance fédérale ne s'applique pas parce qu'il n'y a pas de conflit opérationnel entre les lois fédérales et provinciales.

La cour d'appel a maintenu la décision du tribunal de première instance. 

## Décision de la Cour suprême
La Cour suprême a réaffirmé la décision de la Cour d'appel.
La Loi sur les assurances et ses règlements associés s'appliquent à la promotion de l'assurance par les banques. Le fait que le Parlement permette à une banque d'exercer une activité sous réglementation provinciale comme l'assurance ne peut, en vertu d'une loi fédérale, élargir unilatéralement la portée d'un pouvoir législatif fédéral exclusif conféré par la Loi constitutionnelle de 1867.

### Évaluation de la constitutionnalité de la législation
La Cour a souligné que toutes les contestations judiciaires constitutionnelles d'une loi devraient suivre la même approche :
1. l'essence de la loi provinciale et de la loi fédérale devrait être examinée pour s'assurer qu'elles sont toutes deux des lois validement adoptées et pour déterminer la nature du chevauchement, le cas échéant, entre elles.
2. l'applicabilité de la loi provinciale à l'entreprise ou à la matière fédérale en question doit être résolue en fonction de la doctrine de l'exclusivité des compétences.
3. seulement si la loi provinciale et la loi fédérale ont été jugées valides, et seulement si la loi provinciale est jugée applicable à la matière fédérale en question, alors les deux lois doivent être comparées pour déterminer si le chevauchement entre elles constitue un conflit suffisant pour déclencher l'application de la doctrine de la prépondérance fédérale.

### Théorie de la validité
Si la constitutionnalité d'une loi est remise en question par rapport au partage des pouvoirs en vertu de la « Loi constitutionnelle de 1867 », une analyse de son caractère véritable doit être entreprise. Il y a une enquête sur la véritable nature de la loi en question dans le but d'identifier la matière à laquelle elle se rapporte essentiellement.
- Si son caractère véritable peut être lié à une matière qui relève de la compétence de la législature qui l'a édictée, les tribunaux le déclareront intra vires.
- Si, toutefois, on peut dire qu'elle se rapporte à une matière qui échappe à la compétence de cette législature, elle sera déclarée invalide en raison de cette violation du partage des pouvoirs.
- Le corollaire de cette analyse est qu'une législation dont le caractère véritable relève de la compétence de la législature qui l'a promulguée peut, au moins dans une certaine mesure, affecter des questions dépassant la compétence de la législature sans nécessairement être inconstitutionnelle. L'objectif dominant de la législation reste déterminant.
- Des effets purement accessoires ne perturberont pas la constitutionnalité d'une loi par ailleurs « intra vires »[3].

La doctrine du caractère véritable est fondée sur la reconnaissance qu'il est en pratique impossible pour une législature d'exercer efficacement sa compétence sur une question sans affecter accessoirement des questions relevant de la compétence d'un autre ordre de gouvernement.
En outre, certaines matières sont, de par leur nature même, impossibles à classer sous un seul chef de compétence : elles peuvent avoir des aspects à la fois provinciaux et fédéraux. La doctrine du double aspect, qui s'applique dans le cadre d'une analyse de caractère véritable, assure le respect des politiques des législateurs élus des deux paliers de gouvernement. La doctrine du double aspect reconnaît que tant le Parlement que les législatures provinciales peuvent adopter une législation valide sur un même sujet selon la perspective à partir de laquelle la législation est considérée, c'est-à-dire selon les divers aspects de la matière en question.
Dans certaines circonstances, cependant, les pouvoirs d'un ordre de gouvernement doivent être protégés contre les intrusions, même incidentes, de l'autre ordre. Les tribunaux ont élaboré les doctrines de l'exclusivité des compétences et de la prépondérance fédérale.

### Théorie de l'inapplicabilité
La doctrine de l'exclusivité des compétences reconnaît que la Constitution du Canada est fondée sur l'attribution de pouvoirs exclusifs aux deux paliers de gouvernement, et non sur des pouvoirs concurrents, mais les pouvoirs sont tenus d'interagir. Il s'agit d'une doctrine d'application limitée dont l'application doit être restreinte à sa limite prévue.
L'exclusivité des compétences devrait en général être réservée aux situations déjà couvertes par un précédent. En pratique, elle est largement réservée aux chefs de compétence qui traitent de choses, de personnes ou d'entreprises fédérales, ou si, dans le passé, son application a été considérée comme absolument indispensable ou nécessaire pour atteindre l'objet pour lequel la compétence législative exclusive a été conférée, tel qu'il ressort de la division constitutionnelle des pouvoirs dans son ensemble, ou ce qui est absolument indispensable ou nécessaire pour permettre à une entreprise de s'acquitter de son mandat dans ce qui la rend spécifiquement d'une juridiction ou de l'autre.
Alors qu'en théorie, l'examen de l'exclusivité des compétences peut être pris en considération après l'analyse du caractère véritable, en pratique, l'absence de jurisprudence antérieure favorisant son application à l'objet en cause justifiera généralement une procédure judiciaire directement à l'examen de la question de la prépondérance fédérale.
Même si la doctrine de l'exclusivité des compétences est disponible, le niveau de l'intrusion au cœur du pouvoir de l'autre ordre de gouvernement doit être pris en considération. Pour déclencher l'application de l'exclusivité des compétences, il ne suffit pas que la loi provinciale touche simplement ce qui fait qu'une matière fédérale ou un objet juridique spécifiquement de compétence fédérale. La différence entre « toucher » et « entraver » est que le premier verbe n'implique aucune conséquence négative, contrairement au second. En l'absence d'entrave, l'exclusivité des compétences ne trouve pas d'application. Ce n'est que si l'impact négatif d'une loi adoptée par un niveau de gouvernement augmente en gravité, ne se contentant plus de simplement toucher la compétence de l'autre ordre de gouvernement, mais allant jusqu'à l'entraver, que la compétence fondamentale de l'autre ordre de gouvernement ou la partie vitale ou essentielle d'une activité qu'il entrepend est dûment mise en péril.

### Théorie de la prépondérance fédérale
Selon la doctrine de la prépondérance fédérale, si les effets opérationnels de la législation provinciale sont incompatibles avec la législation fédérale, la législation fédérale doit prévaloir et la législation provinciale est rendue inopérante dans la mesure de l'incompatibilité. La doctrine s'applique non seulement aux cas dans lesquels la législature provinciale a légiféré en vertu de son pouvoir accessoire d'empiéter sur un domaine de compétence fédérale, mais aussi aux situations dans lesquelles la législature provinciale agit dans le cadre de ses pouvoirs principaux, et le Parlement en vertu de ses pouvoirs accessoires . Pour déclencher l'application de la doctrine, il incombe à la partie qui s'appuie sur la doctrine de la prépondérance fédérale de démontrer que les lois fédérales et provinciales sont de fait incompatibles en établissant soit qu'il est impossible de se conformer aux deux lois, soit que d'appliquer la loi provinciale irait à l'encontre de l'objet de la loi fédérale.